# 孙庄子乡
孙庄子乡，是中华人民共和国河北省张家口怀来县下辖的一个乡镇级行政单位。

## 行政区划
孙庄子乡下辖以下地区：
孙庄子村、草庙沟村、谢庄子村、芦庄村、郜家梁村、万庄村、吕庄子村、芦青岭村、黄骆驼村、上枣沟村、下枣沟村、西坡底村、辛寨村、麻黄峪村和石门村。